# ONE PIECE FILM STRONG WORLD
『ONE PIECE FILM STRONG WORLD』（ワンピース フィルム ストロングワールド）は、2009年12月12日公開の東映アニメーション制作による日本のアニメーション映画。漫画『ONE PIECE』を原作としたテレビアニメの劇場版第10作目。
第34回日本アカデミー賞優秀アニメーション作品賞受賞作品。アヌシー国際アニメーション映画祭およびオタワ国際アニメーションフェスティバルコンペティション部門公式出品作品。

## 概要
『ONE PIECE』アニメ放送10周年記念作品にして、劇場版シリーズ初の原作者・尾田栄一郎によるストーリー。尾田はスタッフ側に映画のシナリオを依頼され1度は断るが、「主題歌がMr.Childrenだったら頑張る」という条件を出し、主題歌が決まるまではそれを信じて製作していた。その結果、主題歌はMr.Childrenの書き下ろし曲に決定した。その後尾田がコスチューム・クリーチャーデザインの仕事も進めていく内に、最終的に製作総指揮を務めることとなり、全ての要素に尾田のチェックが入るようになった。
さらに尾田の希望で、監督には同作品のテレビアニメにおいてシリーズディレクターを2006年10月から2008年9月の放送分までを担当した境宗久が、オープニング音楽には小西康陽が、金獅子のシキの声優には俳優の竹中直人が起用された。
当初は2009年3月公開予定だったが延期され、その後12月公開となった。公開日が延期されたのは、尾田が1度書きあがったシナリオを捨てて、すべて書き直したためである。製作初期の段階では、『クリスタル航海記』と銘打たれた原案が完成。この時点でシキなどの主要な敵はすでに登場していた。内容はナミの知られざる過去が明らかにされるなど、複雑な人間事情がからみあう感動物語だったという。しかし、原案を仕上げた尾田が、「少年をワクワクさせるものにしたい」と大幅な改訂を決意。現在のストーリーへと修正が行われた。
本作は、尾田自身がストーリーを書き下ろし製作総指揮も務めたことから、それまでのアニメオリジナルや劇場版と比較して原作との関係性が深い。本作のボスキャラである金獅子のシキの名が映画公開や第0話より先駆けて本編に登場していることなど、「原作者である自分にしかできないこと」を念頭に製作を行ったと尾田自身が語っている。公開直前時期には週刊少年ジャンプの2009年53号、2010年1号、2号にて3号連続雑誌表紙・巻頭カラーを飾り、53号には本編と共に後述の「0話」が掲載された。また、尾田が多忙になったため本編を休載することも多かった。0巻での作者コメントでこのエピソードは「ルフィの17歳最後の冒険」とされている。
なお、今回初めて冠された『ONE PIECE FILM』は今後も『麦わらチェイス』と『STAMPEDE』除き、全ての劇場版作品に付されることになる。
本作の為に描き下ろされた麦わらの一味"完全武装Ver."は目玉の一つとして大々的に発表されて話題になり、公開後も大人気を博して後年には本作未登場のシャンクスとポートガス・D・エースを新たに加えた"STRONG EDITION"のフィギュアシリーズが発売された。

### 公開前後の状況
公開約1週間前の2009年12月6日の時点で、前売り券販売枚数は東映史上最高記録となる29万6,449枚を樹立。これはそれまでの記録であった『2001春東映アニメフェア（『ONE PIECE ねじまき島の冒険』）』の23万9,381枚を大きく更新し、一時は印刷が間に合わず品切れになるという異例の事態となった。最終的に36万3,532枚まで記録を伸ばした。
公開前日の時点で事前予約可能な全国12館の劇場で公開初日の全上映回・全席がすでに完売し、12月12日の公開初日初日興行収入は5億5,300万円（全国188館）を記録。188館中103館が初日全上映回・全席満席、さらに各館で長蛇の列となる程の人気で（東京・ヒューマントラストシネマ渋谷では約2,000人の行列が並ぶ。熊本・TOHOシネマズはませんでオープン史上最高動員記録で入場制限される。など）、2000年以降の東映作品で初日興行収入最高であった『劇場版 仮面ライダーディケイド オールライダー対大ショッカー』の2億4,700万円（345館公開）を大きく上回った。またシネマぴあ調べの12月12日映画満足度ランキングでも第1位となった。公式HPでは事前に劇場への確認を促す異例の呼び掛けも行った。
公開2日目の13日の興行収入は4億8,500万円となり、2日間の週末興行収入が合計10億3,800万円、動員数は82万人を記録。これはそれまで2009年下半期第1位の映画『ハリー・ポッターと謎のプリンス』（最終興収80億円、844館公開）の初週土日興収9億9,000万円を上回り2009年下半期第1位となり、スクリーンアベレージ552万円の日本記録を樹立した。また、同日に公開された『仮面ライダー×仮面ライダー W&ディケイド MOVIE大戦2010』が週末興収ランキングで2位に入った事で、東映配給作品が初めて1位、2位を独占する記録を作った。
株価にも影響を及ぼし、野村證券では東映（9605）の2010年3月期の営業利益70億円（会社計画64億円）を予想し、投資判断「1」を継続し増額修正の可能性を指摘された。
映画の人気を受け、2009年12月21日のオリコン「本ランキング」コミック部門において既存56巻全巻が上位200位以内にランクインする快挙を果たした。12月19-20日でも『のだめカンタービレ 最終楽章』を抑え週末興収ランキング2週連続1位となり、公開9日間で180万人を動員、興収は22億5,000万円、『相棒 -劇場版- 絶体絶命! 42.195km 東京ビッグシティマラソン』が記録した公開後10日間を上回り、公開8日間で興収20億円を突破する東映史上最速記録を樹立した。公開24日目（2010年1月4日迄）で動員301万人、興収37億5,000万円を突破し、こちらも『相棒 -劇場版-』の32日目で観客動員300万人到達を更新する東映史上最速記録となった。動員350万人、興収40億円を突破した公開29日目の1月9日には大ヒット御礼舞台挨拶も行われた。この公開29日目で興収40億円突破も東映史上最速記録となっている。
2010年2月23日時点で目標30億円を大きく上回る47億円に達し、東映アニメーションの2010年3月期の連結純利益が前期比2.4倍の12億円になることが発表された（経常利益は38%減の21億円を見込）。

### 実績
最終興行収入は48億円、観客動員数約385万人を記録した。前作『エピソードオブチョッパー+ 冬に咲く、奇跡の桜』の9億2000万円の5倍以上となり、過去の劇場版シリーズの中で最高の興行収入を記録した第2作『ねじまき島の冒険』の30億円を上回るシリーズ最高記録（当時）となった。2010年上半期邦画興行成績ランキング1位、同年年間邦画興行成績ランキング4位、同年年間映画興行成績ランキング8位となり、東映制作のアニメ映画・漫画原作のアニメ映画としても歴代最高記録（当時）を打ち立て、シリーズの中でも史上空前の大ヒットを記録したメガヒット作になった。
2010年5月にはフランス・アヌシー国際アニメーション映画祭、7月にはカナダ・オタワ国際アニメーションフェスティバルコンペティション部門にノミネートされた。第12回スペイン・バルセロナアジア映画祭では観客賞を受賞し、国内でも第28回ゴールデングロス賞優秀銀賞、第34回日本アカデミー賞では前作に続き、優秀アニメーション作品賞を受賞した。

## ストーリー
「偉大なる航路（グランドライン）」での航海を続ける麦わらの一味のもとに、ルフィたちの故郷である「東の海（イーストブルー）」でいくつもの島が襲われているという衝撃的なニュースが飛び込む。一味は旅を中断して「東の海」へ戻ろうとするが、そこに空飛ぶ巨大な海賊船が現れた。その船に乗っていたのは、かつて海賊王ロジャーの時代に暴れていた伝説の大海賊金獅子のシキだった。
ナミの気象センスに目をつけたシキは、ナミを誘拐。ルフィたちはシキの能力によりサニー号と共に空飛ぶ島メルヴィユに落とされ、離散してしまう。メルヴィユは、凶暴な動物たちが住む弱肉強食の世界だった。奪われた仲間を取り戻すため、「東の海」を守るため、海賊王と鎬を削った伝説の男との戦いが始まる。

## 登場人物

### 麦わらの一味
モンキー・D・ルフィ
声 - 田中真弓
本作の主人公。麦わらの一味船長。懸賞金3億ベリー。超人系悪魔の実「ゴムゴムの実」の能力者のゴム人間。夢は「海賊王」。
ロロノア・ゾロ
声 - 中井和哉
麦わらの一味戦闘員。懸賞金1億2000万ベリー。刀三本で戦う「三刀流」の剣士。夢は「世界一の大剣豪」。
ナミ
声 - 岡村明美
麦わらの一味航海士。懸賞金1600万ベリー。天候を自在に操る「天候棒」を用いて戦う。夢は「世界の海図を描くこと」。
ウソップ
声 - 山口勝平
麦わらの一味狙撃手。懸賞金3000万ベリー。パチンコやハンマーを用いて戦う。夢は「勇敢なる海の戦士」。
サンジ
声 - 平田広明
麦わらの一味コック。懸賞金7700万ベリー。恩師ゼフ直伝の蹴り技で戦う。夢は「オールブルーを見つけること」。
トニートニー・チョッパー
声 - 大谷育江
麦わらの一味船医。懸賞金50ベリー。動物系悪魔の実「ヒトヒトの実」の能力者の人間トナカイ。ランブルボールを用いた七段変形で戦う。夢は「万能薬（なんでも治せる医者）になること」。
ニコ・ロビン
声 - 山口由里子
麦わらの一味考古学者。懸賞金8000万ベリー。超人系悪魔の実「ハナハナの実」の能力者。夢は「語られぬ歴史の解明」。
フランキー
声 - 矢尾一樹
麦わらの一味船大工。懸賞金4400万ベリー。体中に武器を仕込んだサイボーグ。夢は「世界一の夢の船の建造とその船を見届けること」。
ブルック
声 - チョー
麦わらの一味音楽家。懸賞金3300万ベリー。超人系悪魔の実「ヨミヨミの実」の能力者で、一度死んで蘇生したガイコツ。剣術と音楽のコンビネーションで戦う。夢は「ラブーンとの再会」。本作が劇場版初登場。

### 海軍本部
センゴク
声 - 石森達幸
海軍本部元帥。
モンキー・D・ガープ
声 - 中博史
海軍本部中将。ルフィの祖父。
オニグモ、ヤマカジ、ストロベリー
声 - 藤本たかひろ（オニグモ）、他は声の出演なし
海軍本部中将。物語終盤で、シキ及びその招集に応じた海賊たちを捕まえるためにメルヴィユ島近海にやって来た。

### 東の海
ノジコ
声 - 山崎和佳奈
ナミの義姉。回想シーンとエンドロールに登場。

### オリジナルキャラクター

#### 金獅子海賊団
金獅子のシキ率いる海賊艦隊。20年以上前からいる顔ぶれも多い。
シキ
声 - 竹中直人（特別出演）
金獅子海賊団提督。異名は「金獅子のシキ」。本作の主要登場キャラクターの一人。
ロジャーや白ひげと並ぶ伝説の大海賊。20年前、史上初めてインペルダウンから脱獄した「空飛ぶ海賊」。20年の雌伏の末に世界を征服するため動き出す。
Dr.インディゴ
声 - 中尾隆聖
金獅子海賊団の科学者。シキの側近。本作の主要登場キャラクターの一人。
スカーレット隊長
声 - 銀河万丈
シキの側近であるゴリラ。通称「赤ゴリラ」。本作の主要登場キャラクターの一人。
島の珍獣達の王者であり、珍獣達に命令を下す司令塔。元々はメルヴィユに生息していたゴリラだが、後にシキの仲間となった。「ウホウホ」と喋る（言葉が通じる人と通じない人がいる）。美女が大好きであり、そのことからインディゴやサンジからは「エロゴリラ」呼ばわりされている。シキとインディゴが漫才をするとオチで一緒にポーズを決める。
決戦ではロビンを花嫁にしようとし、そのことで怒りが爆発したサンジの「悪魔風脚」を片手で受け止めたが、高温により怯んだ所を「野獣肉シュート」を受け、塔の上から地面へ叩き付けられて敗北した。その衝撃でロビンが塔の上から転落するも、後から駆け付けたブルックによって救われた。
キタジマ
声 - 北島康介（特別出演）
魚人族の海賊。「東の海」を壊滅させるため召集された3000人の海賊の一人。水泳のスピードは魚人族の中でもトップクラス。
海賊
声 - 青野武
「東の海」を壊滅させるため召集された3000人の海賊の一人。総会前の酒宴にてロビンとフランキーにシキの目的について説明する。

#### メルヴィユの村
シキに支配されている村。働き手の男と若者は全てシキの王宮に召し上げられている。住人は全員腕から羽が生えている。
シャオ
声 - 水田わさび
メルヴィユ島に住む少女。びっくりするとすぐ気絶する。薬草を採りに出かけた所を珍獣に襲われ、ゾロたちに助けられる。
現在は母と祖母と暮らしている。他にも父親の存在や姉の存在（後述）も語られているがこの二人はシキによって連れていかれている。
最終盤では落下していく島から脱出して母、祖母、エバー、他の住人と共に飛んでいた。エピローグにも登場しておりビリーと仲良くしている様子。
後述のエバーの妹でもあるという裏設定がある。シャオの父親かどうかは不明であるが最終盤にシャオの母をかついで飛んでいる髭を生やした男が飛んでおり、シャオとこの男が互いに顔を合わせているシーンがある。
シャオの母
声 - 土井美加
シャオの母親。シャオより年上の娘（後述）と夫もいる。
最終盤では落下していく島から脱出して男の住人の上にのって飛んでもらっていた。エピローグにも登場している。
後述のエバーの母親でもあるという裏設定がある。
シャオの祖母
声 - 京田尚子
シャオの祖母。シャオより年上の孫（後述）もいる。ダフトグリーンによる病に罹っている。
最終盤では落下していく島から脱出してエバーの上にのって飛んでもらっていた。エピローグにも登場している。
後述のエバーの祖母でもあるという裏設定があり上記のようにエバーの上にのって飛んでもらっているシーンがある。
エバー
声 - 皆藤愛子（特別出演）
酒場でウェイトレスとして、王宮の者たちの世話をしている少女。
最終盤では落下していく島から脱出してシャオの祖母をかついで飛んでいた。エピローグにも登場している。
シャオの姉でありシャオの母のもう一人の娘でありシャオの祖母のもう一人の孫であるという裏設定があり劇中でも最終盤でシャオがエバーの方に顔を向けるシーンがあり上記のようにシャオの祖母をかついて飛んでいるシーンがある。

#### クリーチャー
メルヴィユに住んでいる巨大生物たち。本来はおとなしい性格だったが、Dr.インディゴにより攻撃的に進化し、性格もより凶暴化した。エピローグでは、元のおとなしい性格に戻っている。後の原作では、メルヴィユと同じ弱肉強食の世界であることから、エルバフに棲息する巨大動物のデザインに一部クリーチャーのデザインが再利用されている。
ビリー
声 - 高戸靖広
メルヴィユ島に住む、小馬ぐらいの大きさの黄色い鳥。本作の主要登場キャラクターの一人。
電撃を放つことができる。カモとクジャクの中間のような外見。名前は、触れるとビリッとくることからルフィが命名した。他のクリーチャーとは違い優しく、少し間抜けな一面もあるがなかなか勇敢でもあり、ダフトグリーンに縛られたナミを鼻栓をして救出したり、ルフィを乗せて飛びシキに立ち向かったりした。
ランドゲーター
ワニのクリーチャー。平らな身体で、寄り添った目に渦巻いた尻尾が特徴。異様に足が速い。森でルフィを襲うが、森ダコに倒された。
森ダコ
タコのクリーチャー。森に住み、漏斗に当たる部位が縫い傷のある人面で、足が多数ある。ランドゲーターを倒した後ルフィを襲うが、ドン・カマキリリに足を斬られて弾き飛ばされた上、ルフィに足を食された。
ドン・カマキリリ
巨大なカマキリのクリーチャー。カマで何でも斬り、巨大な森ダコを弾き飛ばす程の力を持っている。森ダコを倒した後、テログマのフロント・スープレックスを受け倒れた。
テログマ
異様に長い腕を持つクマのクリーチャー。プロレス技で相手を倒す。顔は愛らしいが、相手を見つけるとすぐ襲ってくる。ルフィに襲いかかったが、最後はゴムゴムの巨人の銃で倒された。
軍隊アリ
顔の両脇に角の様な突起があるアリ。大量の群れを作り、槍を持って狩りをする。もともと骨のブルックは襲われなかった。バクザメを食い尽くした後、フランキーやロビンにも襲いかかるが、ブルックに倒された。
バクザメ
かなり身体の長いサメのクリーチャー。フランキーたちに襲いかかるが、軍隊アリに骨を残して食い尽くされた。
カエンカブト
鋭い角を顔の両脇と頭部に生やした巨大なカブトムシのクリーチャー。口から炎を吐く。サンジとウソップを襲うが、サンジに倒された。
トラマタ
尾が2本、足が6本ある巨大なトラのクリーチャー。サンジとウソップを襲うが、サンジに倒された。
ブラックブラザーズ（長男、次男、三男）
巨大なサソリのクリーチャー。長男は背中に突起物が並び長い鋏。次男は顔から角の様なものが生え尾の針が上に伸びている。鋏は上向き。三男は尾に針が二本あり鋏は太い。ファットライオンと共にルフィを追いかけるが、ビリーの電撃で倒され、ルフィに焼かれて食された。
ザーリーダビットソン
ザリガニとバイクを合わせたようなクリーチャー。前足と後足でタイヤをこぎ触角がハンドルになる。劇中でフランキーたちが乗車。
バッタGT-7000
ザーリーダビットソンと同じようにバッタとバイクを合わせたようなクリーチャー。前足と後足でタイヤをこぎ触角がハンドルになる。劇中でフランキーたちが乗車。
マンモスデンス
体中に傷のある巨大な牙を持つ六本足のマンモスのクリーチャー。劇中でゾロとチョッパーが乗った。
スクリーンバッファロー、ジュラ鳥、ジラゴン、シマトリ、大イモ虫、カウボール、エットウザウルス、ダソク、ギョリーザ、 魔王ガメ（ウミガメver.）
バッファロー、始祖鳥、キリン、ニワトリ、芋虫、ウシ、ティラノサウルス、ヘビ、魚、ウミガメのクリーチャー。
キング海ムカデ、大ウミガッパ、ファットライオン、ボクサーペンギン、レッドファング、ビッグツリー、辻斬りイタチ、カンフードット、メテオ・アイベックス
ムカデ、タガメ、ライオン、ペンギン、シマウマ、ナナフシ、イタチ、カエル、アイベックスのクリーチャー。
ラクダ、スパイダータンク、将軍獅子、キル・ラビ、グロッキーサウルス、サザエ艦長、エリマキトカゲプス、ヒポアイアン、魔王ガメ、セイウチ・マウンテン
ラクダ、クモ、ライオン、オオカミ、ブロントザウルス、ヤドカリ、角竜、カバ、カメ、セイウチのクリーチャー。
ミサイル、デス・リス、デル・コング、千本槍、ゴールデンバット、ゴッドウィンド、エア・エレファント、ミヤマ・エンペラー、ジョーカー、イカフラ
サイ、リス、ゴリラ、イノシシ、コウモリ、トンボ、ゾウ、クワガタムシ、ハチ、イカのクリーチャー。
ハンマーイソギンチャク、バッチ・フライ、アゲハグエラ、ロックパンダ、モンキートルーパー、ブルージャック、シロカゲ、首長竜
イソギンチャク、ハエ、アゲハチョウ、パンダ、サル、クジラ、ナマケモノ、首長竜のクリーチャー。

### その他
いずれもエンドロールのみ登場。エースとシャンクスはソフト化時に、終盤のルフィたちと同デザインの正装ファッションの書き下ろしイラストが作成された。
ポートガス・D・エース
白ひげ海賊団2番隊隊長。ルフィの義兄。
エドワード・ニューゲート
四皇の一人。白ひげ海賊団船長。
シャンクス
四皇の一人。赤髪海賊団大頭。

## 用語
メルヴィユ
「偉大なる航路（グランドライン）」に存在する秘境。元々は雲にも届く塔のような場所だったが、シキの支配後は「フワフワの実」の能力によって、宙に浮く複数の島々になっている。独自の生態系を築き、地上にはない特殊な動植物が生息している。ここに住む人間は腕に羽が生えており、空を飛ぶことができる。20年前、メルヴィユに降り立ったシキによって島は支配され、住民の多くが捕まり強制労働させられている。
ダフトグリーン
動物たちが嫌う特殊な臭いを発する樹木。危険な動物を近づけなくさせるため、メルヴィユの集落やシキの要塞に、その周囲を囲むように植林されている。臭いの粒子には強い毒性があり、人が多く吸い込むと、体に緑の斑点ができて体が動かなくなる「ダフト」という病気になる。
I.Q（アイキュー）
メルヴィユの特定の場所にのみ咲く花。動物を臨機応変に進化させる作用があり、研究のためシキが全て独占している。「ダフト」の特効薬の原料にもなる。
S.I.Q（エスアイキュー）
Dr.インディゴがI.Qから開発した薬品。この薬を打ち込まれた動物は、戦闘的な進化をするようになり、追加投与を繰り返すことで、より凶暴に、より強く進化させることができる。色は黄緑色で、丸薬タイプと液状タイプの2種類。

## スタッフ
- 原作、映画ストーリー（プロット製作）、コスチューム・クリーチャーデザイン、製作総指揮 - 尾田栄一郎
- 製作 - 村松秀信、高橋浩、鳥嶋和彦、亀山千広、竹中一博
- 監督 - 境宗久
- 企画 - 柴田宏明
- 脚本 - 上坂浩彦
- 音楽 - 田中公平、浜口史郎
- 製作担当 - 松坂一光
- 編集 - 後藤正浩
- 録音 - 渡辺絵里奈
- 効果 - 新井秀徳
- デジタル撮影監督 - 山田和弘
- CG監督 - 西川和宏
- 美術監督 - 脇威志
- 美術設定 - 佐藤正浩
- 色彩設定 - 辻田邦夫
- 作画監督・キャラクターデザイン - 佐藤雅将
- 絵コンテ - 境宗久、えんどうてつや、伊藤尚往、志田直俊、横山健次
- 作画監督補佐 - 井手武生、島貫正弘、林祐己、石塚勝海、長谷川ひとみ、石川晋吾、袴田祐二、真庭秀明、山室直儀、橋本航平、上野ケン、仲條久美、原田大基、館直樹、沼田誠也、大西亮
- オープニング音楽 - 小西康陽
  - ピチカート・ファイヴの楽曲「ウィークエンド」の編曲、インストゥルメンタル。
- 「2009 ワンピース」製作委員会（東映、東映アニメーション、集英社、フジテレビジョン、バンダイ[22]）

## キャッチコピー
- 鼓動のボリュームを上げろ! - 予告動画など
- 本物が遂に動き出す - 映画チラシ第一弾など
- 強者のみが生き残る!! - 映画チラシ第二弾など
- ようこそ大海賊時代へ - 予告動画など

## 主題歌
「fanfare」
作詞・作曲 - 桜井和寿 / 編曲 - 小林武史 & Mr.Children / 歌 - Mr.Children
原作者・尾田栄一郎の熱烈なラブコールにより実現。本作のために書き下ろされた。雑誌『Switch』2009年12月号にて桜井・尾田とのスペシャル対談が企画され、『週刊少年ジャンプ』2010年1号にも一部が抜粋掲載された。
トイズファクトリー所属のアーティストが主題歌を担当するのは、第4作『デッドエンドの冒険』の主題歌「sailing day」を担当したBUMP OF CHICKEN以来2度目。

## ビデオソフト
Blu-ray Disc、DVDで2010年8月27日発売。完全初回限定版の「10th anniversary LIMITED EDITION」と通常版の同時発売。発売元はポニーキャニオン。本編には、原作者・尾田の要望によって、新しいシーンが追加収録されている。また限定版には、完成披露試写会や初日舞台挨拶の映像を収録した特典DVDの他、封入特典としてトーンダイアルボイスキーホルダーや、特製トランプ、ゴムゴムの鉛筆などを同梱。またTSUTAYAでは特典として劇場上映生フィルムをプレゼント。DVDレンタルも同時に開始されるが、こちらは従来通り東映ビデオが発売元となっている。
DVD&Blu-rayの発売発表から1ヶ月で予約注文が10万枚を突破する好スタートとなり、2010年9月6日のオリコン「週間DVDランキング」で、DVD版『ONE PIECE FILM STRONG WORLD DVD 10th Anniversary LIMITED EDITION（完全初回限定生産）』が12万686枚、『ONE PIECE FILM STRONG WORLD（DVD通常版）』が3万5272枚を売り上げ、総合1位、2位を独占した。同一作品の1位、2位独占は『マイケル・ジャクソンTHIS IS IT デラックス・コレクターズ・エディション』（2月）以来となり、更に『シックス・センス』の10万663枚を超えポニーキャニオン発売作品の最高記録となった。Blu-rayランキングでは、同時発売された『ONE PIECE FILM STRONG WORLD Blu-ray 10th Anniversary LIMITED EDITION（完全初回限定生産）』が6.3万枚で1位、Blu-ray （通常版）が1万枚で5位を獲得した。DVD&Blu-rayの合計初動売上は22.9万枚となり、映画第8作の累計売上3.6万枚の3倍以上となるシリーズ最高売上を記録した。発売2週目にはDVD（完全初回限定生産）が2.6万枚、通常版が1.7万枚を売り上げ、1位、2位を独占。Blu-ray（完全初回限定生産）も1位となった。同一作品のDVD総合ランキング2週連続1位、2位独占とDVD&Blu-rayの両総合ランキング2週連続1位は、アニメ作品史上初の快挙となった。

### 劇場公開版との違い
前述の通り、本編に2分のシーンが追加されている。文字通り、本編に「追加」した形で挿入されており、この映画の真のエンディングを示すエピローグとなっている。

### ARGスタンプラリー
2010年8月10日-9月6日まで、ローソンでDVD&Blu-ray発売を記念した日本初の多店舗連動型ARG（Alternative Reality Game、代替現実ゲーム）キャンペーン『ローソンARG ワンピーススタンプラリー』が行われた。iPhoneのGPS機能を用いたゲームで、専用アプリで示されるローソンログポースが指すローソン店舗に向かうことにより仲間5人のスタンプを集めていくというもの。開始1週間でダウンロード数は4万件を突破し参加者数は9万人に達する人気で、景品のクリアファイルは僅か4日で配布予定数を終了している。

## 関連書籍
- アニメ・コミックス ONE PIECE FILM STRONG WORLD（上）（2010年12月3日発売、ISBN 978-4088748467）
- アニメ・コミックス ONE PIECE FILM STRONG WORLD（下）（2010年12月3日発売、ISBN 978-4088748474）

## 受賞歴
- 2010年 - アヌシー国際アニメーション映画祭 長編作品部門ノミネート
- 2010年 - オタワ国際アニメーションフェスティバル 長編作品部門ノミネート
- 2010年 - 第12回スペイン・バルセロナアジア映画祭 観客賞
- 2010年 - 第28回ゴールデングロス賞 優秀銀賞[28]
- 2011年 - 第34回日本アカデミー賞 優秀アニメーション作品賞[29]

## ONE PIECE 巻零
『ONE PIECE 巻零』は入場者プレゼントの尾田栄一郎描き下ろしコミック。映画と連動した過去の物語であり、ロジャーとシキとの過去の因縁およびシキのインペルダウン脱獄について描かれている。クライマックスは映画のプロローグとつながっている。また設定画の一部や監督のインタビューなども掲載。当初入場者先着150万人限定の予定であったが、予想以上の人気に伴いさらに100万部増刷された。
コミックスに収録された第0話は、映画公開前の週刊少年ジャンプ2009年53号（2009年11月30日発売）にも先行的に掲載されているが、本誌掲載時とは一部台詞が異なる箇所のある版も確認されている。後に第0話は2012年3月発売の『ONE PIECE BLUE DEEP』に収録されている。

### OVA『EPISODE:0』
『ONE PIECE FILM STRONG WORLD EPISODE:0』（エピソード・ゼロ）は、本映画の協力スポンサーであるハウス食品の映画連動コラボ企画『夢を、たいらげよう。』キャンペーンの一環として製作された、第0話をアニメーション化したOVA作品。2009年11月16日から2010年1月15日までの期間限定中にクイズに応募すると3,000名限定で『EPISODE:0』を収録したDVDが当選。当選者への発送は2010年4月下旬。
受付開始からわずか1ヶ月で10万通を超える応募があり（この時点で当選確率約34倍）、同社キャンペーンでは嵐の東京ディズニーシーのスペシャルライブが当たる『ハウス食品 プレミアムナイト』に次ぐ大反響となった。
神保町開催イベント『神保町 ONE PIECE カーニバル』では2010年7月17日-23日の期間中、歴代の劇場作品とともに『EPISODE:0』が上映された。

#### 登場人物・キャスト（EP0）
この作品には多くのオリジナル声優が起用されており、本作で初めて声の付いたキャラもいる。この他にも声のない登場人物も数多く登場している。
- シキ - 竹中直人
- ゴール・D・ロジャー - 大塚周夫
- シャンクス - 池田秀一
- バギー - 千葉繁
- インディゴ - 中尾隆聖
- コング
- センゴク - 石森達幸
- モンキー・D・ガープ - 中博史
- クザン - 子安武人
- つる - 松島みのり
- ハグワール・D・サウロ
- ボルサリーノ
- モモンガ - 太田真一郎
- ヤマカジ - 大場真人
- クロッカス - 納谷悟朗
- シルバーズ・レイリー - 園部啓一
- ドンキホーテ・ドフラミンゴ
- ジュラキュール・ミホーク
- サー・クロコダイル
- ゲッコー・モリア
- モンキー・D・ドラゴン
- ポートガス・D・ルージュ
- ネフェルタリ・コブラ - 家弓家正
- ネフェルタリ・ティティ
- イガラム
- カーシー - 福原耕平
- オイモ - 岡本寛志
- ブロギー - 稲田徹
- ドリー
- トンジット - 龍田直樹
- モンブラン・クリケット - 谷口節
- クマドリ（幼少期）
- ブルーノ（幼少期）
- フクロウ（幼少期）
- ジャブラ（少年時）
- ロブ・ルッチ（幼少期）
- デュバル（幼児期） - 関俊彦
- デュバルの母
- ボア･ハンコック（幼少期） - 伊藤かな恵
- ボア・サンダーソニア（幼少期） - 金田朋子
- ボア・マリーゴールド（幼少期）
- マゼラン - 星野充昭
- ハンニャバル - 後藤哲夫
- マキノ（幼少期） - 大本眞基子
- ウープ・スラップ
- ボートガス・D・エース（幼児期）
- ダダン - 上村典子
- コウシロウ - 石塚運昇
- くいなの母
- くいな（幼児期）
- ヤソップ - 小林通孝
- メリー - 土門仁
- ベルメール - 日髙のり子
- ヒルルク - 牛山茂
- くれは - 野沢雅子
- ドルトン - 小野健一
- ドラム王国先代国王
- ゼフ - 矢田耕司
- ニコ・ロビン（幼少期）
- ガイモン
- ココロ - 真山亜子
- トム - 村松康雄
- カティ・フラム（フランキー/幼少期） - 野田順子
- アイスバーグ（少年時） - 岸尾だいすけ
- ヨコヅナ
- ラブーン
- ブルック - チョー
- ハチ（幼少期） - 森川智之
- シャッキー - 鶴ひろみ
- エドワード・ニューゲート（白ひげ） - 有本欽隆
- マルコ
- ジョズ
- ビスタ
- マーシャル・D・ティーチ
- ナレーション - 大場真人

#### スタッフ（EP0）
- 原作 - 尾田栄一郎（ONE PIECE 巻零『STRONG WORLD』より）
- 企画 - 柴田宏明
- 脚本 - 田中仁
- 音楽 - 田中公平、浜口史郎
- 製作担当 - 黒木耕次郎
- キャラクターデザイン・作画監督 - 新垣重文
- エフェクト作画監督 - 橋本敬史
- 美術監督 - 吉池隆司
- 企画協力 - 集英社 週刊少年ジャンプ
- 製作協力 - ハウス食品
- 製作 - 『2009ワンピース』製作委員会
- 監督 - 伊藤尚往
- 配給 - 東映

## 映画連動特別編
TVシリーズの第426話から第429話にて放映された映画連動エピソード。2010年7月23日に『ONE PIECE FILM STRONG WORLD 連動特別篇 金獅子の野望』のタイトルで全4話を収録したDVDが発売された。
シキとルフィたちが出会う数日前の話。航海を続ける麦わらの一味の前に大きなカブトムシが現れ、そのカブトムシを追ってたどり着いた島で、ルフィたちは海軍コートを着た少女と出会う。

### オリジナルキャラクター（特別編）

#### リトル・イーストブルー
偉大なる航路にある、東の海出身者たちが住む島。正式名はカンソーン島。村は東の海ゆかりの建物を再現しており、島中に無数の洞窟がある。海軍の庇護が受けられないからか、住民は逃げ足と土下座は世界一と自称している。
ヨーコ
声 - 矢口真里
リトルイーストブルーに住む海軍コートを着た少女。
5年前に海兵の父親を殺されており、それ以来海軍コートを形見にしている。ボスとは友人で、その強さに父親を重ね合わせている。父親を殺されているので、海賊を信用していない。
ボス
リトルイーストブルーに棲む巨大なカブトムシ。
全身が赤くなり炎弾を放つことができる。一ヶ月に1度脱皮し更に巨大化する。また、怪我をしても土の中で回復する。過去シキの元から脱走し、3年前にヨーコと出会った。ヨーコと心で会話することができる。風貌から、メルヴィユに生息する「カエンカブト」の一種だと思われる。
ファブル
声 - 村松康雄
リトルイーストブルーの村長。
メンドウ
声 - 長嶝高士
リトルイーストブルーで子供たちに剣道を教えている道場師範。ゾロと同じシモツキ村の出身。体格はいいが弱腰。
ミツボシ
声 - 佐々木誠二
リトルイーストブルーのコック。ゼフの料理に憧れ、その味を盗もうとバラティエに通っていた。
ルイジア
声 - 上村典子
リトルイーストブルーにいる老女。自称気難しいお嬢様。カヤの屋敷に似せた幅の薄い家に住む。ウソップと同じシロップ村の出身で、ヤソップとは旧知であった。
オレナミ一同
声 - 岡本寛志、粕谷雄太、赤羽根健治、藤本たかひろ
リトルイーストブルーにいる4人組のナミ私設ファンクラブ。
リュードー
声 - 大場真人
ヨーコの父親で、海軍将校（階級不明）。リトル・イーストブルーに唯一駐屯した海兵だったが、海賊との戦闘で命を落とした。その海軍コートと海軍帽は、ヨーコが形見として身に着けている。

#### アミーゴ海賊団
全員がソンブレロをかぶり、マリアッチのような服装をしたメキシコ風の海賊団。海賊旗はソンブレロを被り、後ろでマラカスが交差したドクロマーク。海賊船は潜水艦。シキと兄弟の契りを結ぶため、メルヴィユから脱走したオオカブトを追っている。
ラルゴ
声 - 高木渉
アミーゴ海賊団船長。
よくシェスタタイムと呼ぶ長い昼寝をするが、その最中に起こすと大変なことになるらしく、海賊団内では起こすことはタブーとされている。
超人系悪魔の実「アミアミの実」の能力者。体から粘つく網を出すことができる。また、体に取り込んだものを網に変えて放出したり、自分の体を網に変えることもできる。

技一覧
ムーチョ痛針網
　口から鉄を含み、針がある網を発射する。
ムーチョネトネット
　手からあやとりを組んだような状態の糸を連続で放出する。この糸はゾロの斬撃でも切れない上に粘りついて相手にくっつく。
ネトネット包装網
　ムーチョネトネットで出した大量の糸を束ねて、相手を球状に覆うようにして閉じ込める。
ミルネット
　口から熱湯を含み、お湯状の網を発射する。破られても熱湯が相手に降り注ぐ。
ムーチョ鉄条網
　口から鉄を含む事によって、鉄格子を無数に飛ばして相手を取り囲み、小さくなり相手の動きを封じる。サンジの蹴りでも破壊されない程の強度がある。
ムーチョ火事網
　口に火を含む事によって、火炎の網を吐き出して相手にまとわりつかせる。
ノンショック体網
　全身をネット状にすることによって相手の打撃を受け流す。
ムチョムーチョ全身体網
　体を網状に変化させて、相手にボディプレスをすることで体の網で相手を捕獲する
コルト
声 - 江川央生
アミーゴ海賊団副船長。ラルゴの弟。
よく眠ってしまうラルゴには不満を持っている。両腕にマシンガンを持ち、マラカス型手榴弾を使う。帽子を回転させることで空を飛ぶことができ、体にも銃を隠し持っている。

## テレビ放映
| 回数 | 放送局     | 放送枠         | 放送日         | 放送時間      | 放送分数 | 平均世帯 視聴率 | 備考 |
| ---- | ---------- | -------------- | -------------- | ------------- | -------- | --------------- | --- |
| 1    | フジテレビ | 土曜プレミアム | 2010年12月18日 | 21:00 - 23:25 | 145分    | 16.7%           | 本編ノーカット完全版を放送。 未公開シーンも放送。 『ONE PIECE』の長編作品が全国ネットで放送されるのは初。 |
| 2    | フジテレビ | 土曜プレミアム | 2011年11月19日 | 21:00 - 23:25 | 145分    |                 | 本編ノーカット完全版を放送。                                                                              |
| 3    | フジテレビ | 土曜プレミアム | 2013年1月12日  | 21:00 - 23:10 | 130分    |                 | 一部カット版を放送。                                                                                      |
| 4    | フジテレビ | 金曜プレミアム | 2016年8月12日  | 21:00 - 22:52 | 112分    | 5.3%            | 一部カット版を放送。 『ONE PIECE FILM GOLD』公開記念。                                                    |
| 5    | フジテレビ | 土曜プレミアム | 2022年8月13日  | 21:00 - 23:10 | 130分    | 6.3％           | 一部カット版を放送。 『ONE PIECE FILM RED』公開記念。                                                     |
| 6    | フジテレビ | 土曜プレミアム | 2023年10月14日 | 21:00 - 23:10 | 130分    | 4.1%            | 『ONE PIECE FILM RED』アンコール上映公開記念。                                                            |

- 視聴率はビデオリサーチ調べ、関東地区・世帯・リアルタイム。